# Xenopus wittei
Xenopus wittei (tên tiếng Anh: De Witte's Clawed Frog) là một loài ếch trong họ Pipidae.
Loài này có ở Cộng hòa Dân chủ Congo, Rw vàa, Ug vàa, và có thể Burundi.
Các môi trường sống tự nhiên của chúng là các khu rừng vùng núi ẩm nhiệt đới hoặc cận nhiệt đới, đồng cỏ ở cao nhiệt đới hoặc cận nhiệt đới, sông, đầm nướcs, hồ nước ngọt, hồ nước ngọt có nước theo mùa, đầm nước ngọt, đầm lầy nước ngọt có nước theo mùa, arable l và, đồng cỏ, vườn nông thôn, nơi tích trữ nước, ao, hồs, và kênhs và mương.